# Keila (řeka)
Keila (estonsky plným názvem Keila jõgi, tedy "řeka Keila" nebo "Keilská řeka") je řeka v krajích Harjumaa a Raplamaa na severu Estonska. Je 107 km dlouhá. Povodí má rozlohu 682 km².

## Průběh toku
Vytéká z močálů u zaniklé vesnice Viirika na hranici obcí Juuru a Kaiu a poblíž městečka Keila-Joa se vlévá do Lohusuuského zálivu, jedné z postranních zátok Finského zálivu.

## Vodní stav
Průměrný roční průtok vody činí 6,4 m³/s.

## Externí odkazy

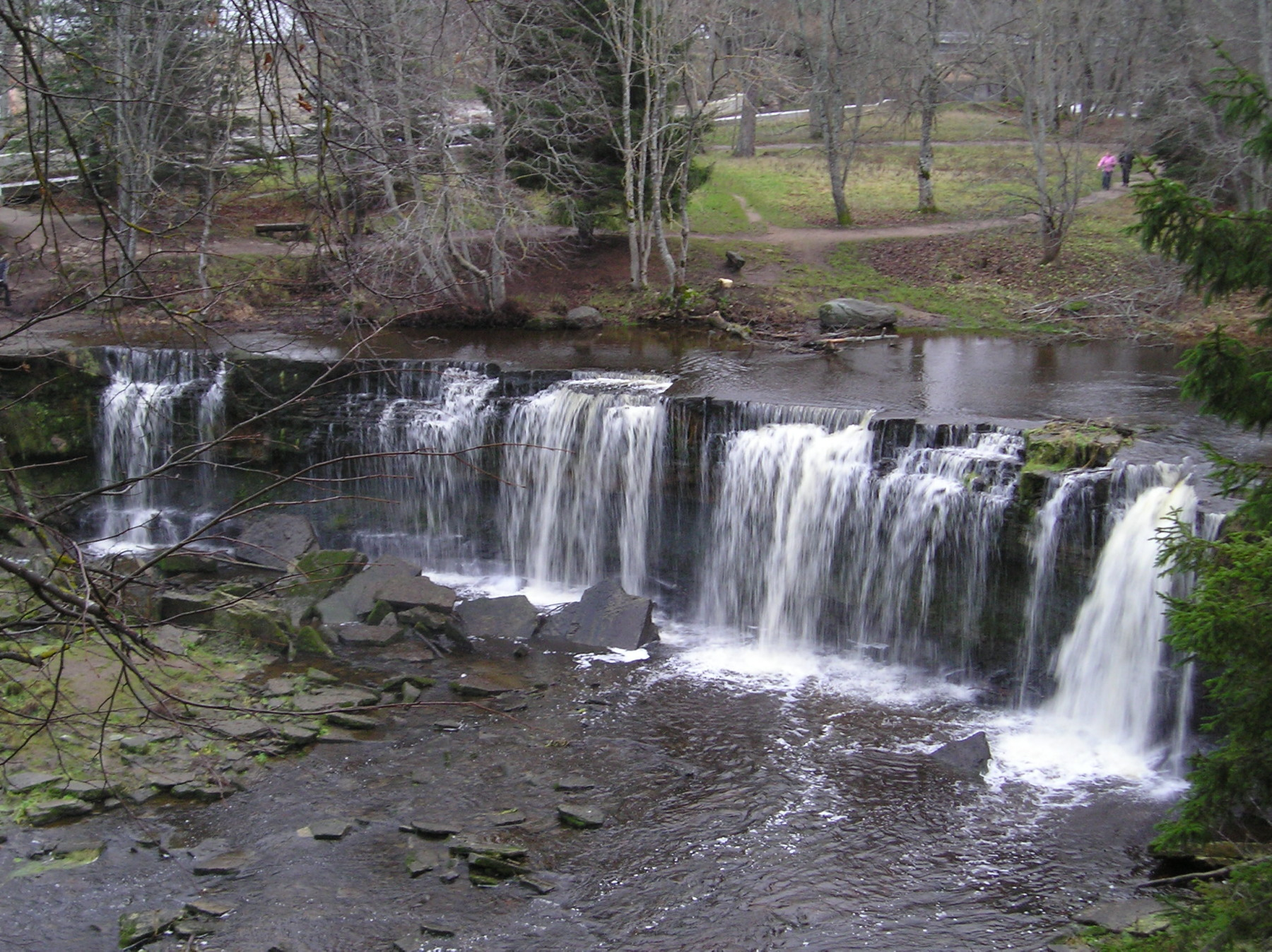
Vodopád na řece Keila